# Ex Poveglia
Ex Poveglia est une île de la lagune de Venise, en Italie.